# Lord Selkirk II
Die Lord Selkirk II war ein Kreuzfahrtschiff, das von 1969 bis 1990 für Kurzreisen auf dem Red River of the North und dem Winnipegsee genutzt wurde. Sie war das letzte und zugleich größte für den Einsatz auf den Großen Seen gebaute Kreuzfahrtschiff. Seit 1990 lag die Lord Selkirk II ungenutzt in der Nähe ihres Heimathafens Selkirk, wo sie 2012 durch Brandstiftung zerstört und 2015 verschrottet wurde.

## Geschichte
Die Lord Selkirk II entstand in einer Werft der Purvis Navcon/Selkirk Machine Works in Selkirk und wurde am 7. Juni 1969 vom Stapel gelassen. Die offizielle Taufe fand zwei Tage später statt. Taufpatin des Schiffes war Norah Michener, die Gattin des damaligen kanadischen Generalgouverneurs Roland Michener. Nach der Übernahme durch die Lake Winnipeg Navigation Ltd. absolvierte die Lord Selkirk II ihre Jungfernfahrt von Selkirk nach Winnipeg.
Während der Feierlichkeiten zum hundertjährigen Bestehen der Provinz Manitoba im Jahr 1970 wurde das Schiff für eine Sonderfahrt genutzt. Zu den prominenten Passagieren auf dieser Reise gehörten Königin Elisabeth II. mit ihrer Familie sowie der damalige Premierminister von Manitoba, Edward Schreyer. Während einer Teilnahme an der Great Red River Boat Parade in Manitoba am 21. Juli 1974 streifte die Lord Selkirk II eine Brücke in der Nähe des Kildonan Parks, erlitt jedoch nur leichte Beschädigungen.
Im Februar 1978 ging das Schiff in den Besitz des Reiseveranstalters Sub-Arctic Expeditions über, konnte jedoch wegen des zu hohen Wasserpegels im Frühjahr erst in der folgenden Saison eingesetzt werden. Nach fünf Jahren im Dienst für Sub-Arctic ging die Lord Selkirk II 1983 in den Besitz des Geschäftsmanns Bill Harris und des Autohändlers Jim Gauthier über. Nach einer Generalüberholung im Trockendock im August 1983 wurde das Schiff für Kurzreisen und sogenannte Dance Cruises nach Winnipeg genutzt.
1986 kaufte der Geschäftsmann und frühere Lokalpolitiker Joseph Slogan die Lord Selkirk II und betrieb sie weitere vier Jahre lang. Nach einer letzten Saison auf dem Red River of the North im Jahr 1990 wurde das Schiff nach 21 Dienstjahren ausgemustert. Ein geplanter Einsatz für 1991 wurde wegen der nachlassenden Passagierzahlen aufgegeben. Die Lord Selkirk II ankerte fortan in einer Bucht in der Nähe ihres alten Heimathafens Selkirk.
Nach zwanzig Jahren Liegezeit wurde das Schiff im Juli 2010 verkauft und sollte verschrottet werden, blieb jedoch weiterhin an seinem alten Ankerplatz liegen. Am 19. Juni 2012 wurde die Lord Selkirk II durch einen Brand zerstört und versank teilweise durch das ins Schiffsinnere gepumpte Löschwasser. Als Ursache des Feuers wurde Brandstiftung zweier Jugendlicher vermutet. Das nun als Totalschaden deklarierte Schiff blieb noch weitere drei Jahre lang an seinem Ankerplatz liegen, ehe es ab Juli 2015 vor Ort verschrottet wurde. Die Abbrucharbeiten waren bis zum Dezember 2015 abgeschlossen.
Ein Rettungsboot sowie ein Anker der Lord Selkirk II wurden vor der Verschrottung bewahrt und sind seitdem im Marine Museum of Manitoba ausgestellt. Weitere Teile der noch erhaltenen Ausstattung wurden an Privatleute versteigert.